# ایوایلو دانچف
ایوایلو دانچف (بلغاری: Ивайло Данчев Павлов؛ زادهٔ ۳۱ مارس ۱۹۸۴) بازیکن فوتبال اهل بلغارستان است.